# Загоровка (Черниговская область)
Загоровка (укр. Загорівка; до 2016 г. Память Ленина, до 1924 г. Бараховщина) — село в Менском районе Черниговской области Украины. Население 187 человек. Занимает площадь 0,46 км². До 1924 года имело название Бараховщина, с 1924 по 2016 — Память Ленина.
Код КОАТУУ: 7423085003. Почтовый индекс: 15655. Телефонный код: +380 4644.

## Власть
Орган местного самоуправления — Куковичский сельский совет. Почтовый адрес: 15655, Черниговская обл., Менский р-н, с. Куковичи, ул. Ленина, 36.